# Église Saint-Pons de Candell
Pour les articles homonymes, voir église Saint-Pons.
L’église Saint-Pons de Candell est une église de style roman située sur la commune de Caixas, dans le département français des Pyrénées-Orientales.

## Situation
L’église est située au hameau de Candell près du lieu-dit Fontcouverte.

## Historique
Dès le XIIe siècle, il existe à Candell une église Saint-Michel dont le service relève de l'abbaye Saint-Sauveur de Sira. Elle passe aux Templiers puis aux Hospitaliers de l'ordre de Saint-Jean de Jérusalem du Mas Deu après la fermeture de ladite abbaye en 1273. Cinq ans plus tôt, en 1268, la mention d'une chapelle dédiée à Saint Pons apparaît pour la première fois  sans qu'il soit possible toutefois de discerner s'il s'agit d'une construction nouvelle ou d'un changement de dénomination de la précédente.

## Description
Avec une nef charpentée toujours en place de nos jours, le bâtiment actuel est constitué d'une large abside de construction ultérieure au XIIIe siècle. Son portail en plein cintre de pierres grises est d'un parfait appareillage. Le clocher-mur se trouve au dessus du mur occidental.

## Tradition
Une tradition d'onction des oreilles se perpétue à Candell. Cette cérémonie qui a toujours lieu une fois par an consiste à se faire oindre les oreilles par un prêtre afin de développer l'écoute de Dieu. Il y a quelques années encore, des personnes atteintes de troubles auditifs se rendaient à Candell à la date de cette cérémonie.